# Graziella (film)
Graziella è un film del 1955 diretto da Giorgio Bianchi, tratto dall'omonimo romanzo autobiografico di Alphonse de Lamartine.

## Trama
Nella Napoli del 1821, Alphonse de Lamartine, un giovane poeta appartenente a una nobile famiglia francese, si avventura su una lampara con dei pescatori locali. Una tempesta li investe; riescono fortunosamente ad arrivare alle rive di Procida, dove il giovane viene accolto nella famiglia di Andrea, uno dei pescatori. Qui incontra Graziella, giovane e bella ragazza con cui nasce subito un bel rapporto di amicizia, e si conquista la simpatia di tutta la famiglia ricomperando la barca andata distrutta. Una sera legge alcuni brani del romanzo Paolo e Virginia. Il racconto colpisce particolarmente Graziella, la quale sembra già averne vissuto le sorti. Il mattino seguente Alphonse, pressato dal console francese di fare ritorno a Parigi, promette a Graziella di tornare presto. Durante l'assenza, Graziella prepara un corallo raffigurante la capanna dell'eremita, luogo dell'isola in cui avevano passato del tempo, da regalare ad Alphonse. Prega Andrea di portarlo al consolato francese e consegnarlo al giovane, che però è già partito. Afflitta dalla prolungata assenza, Graziella accetta con costernazione il fidanzamento col cugino Cecco. La vigilia della cerimonia i nonni si dirigono a Napoli per comperare i vestiti e vi incontrano Alphonse, appena arrivato, che fa ritorno coi due anziani a Procida. Qui la notizia sconcertante: Graziella è fuggita di casa. I tentativi di trovarla si rendono vani, finché Alphonse non vede il corallo su cui è raffigurata la capanna. Si dirige sul luogo e la trova. Lì si scambiano il reciproco amore, promettendosi di passare una vita felice insieme. Un nuovo intervento del console costringe Alphonse a tornare ancora in Francia dai genitori, che lo dissuadono dallo sposare una ragazza non appartenente allo stesso rango sociale e promettendogli che le sue poesie verranno pubblicate da un noto editore. Graziella, nell'attesa resasi sempre più duratura, si consuma lentamente. Nessun dottore riesce ad individuare il male che sia mentalmente che fisicamente affligge la ragazza. All'estremo delle sue forze, Graziella scrive una lettera d'addio ad Alphonse, sostenendo che "morire non può essere peggio di vivere senza di lui". Ricevuta la lettera, egli si precipita in tutta fretta in Italia. Al suo arrivo a Procida lo accoglie un insolito silenzio, rotto solo dal tocco delle campane della chiesa. L'angelo che viene accompagnato in cielo dal corteo è l'amata Graziella.

## Produzione
Il film, prodotto dalla Trionfalcine ed ascrivibile al filone dei melodrammi sentimentali strappalacrime (allora molto in voga tra il pubblico italiano, poi ribattezzato neorealismo d'appendice dalla critica) è tratto dall'omonimo racconto autobiografico dello scrittore francese Alphonse de Lamartine. Lamartine trascorse un anno in Italia, nel 1811, in cui ebbe la sua prima esperienza sentimentale con una ragazza del luogo, tale Antonella Jacomino, che ricorderà molti anni dopo nella sua Graziella.

## Distribuzione
Venne distribuito nei cinema italiani dalla Cei-Incom il 25 febbraio 1955.

## Colonna sonora
Nel film compare la canzone popolare napoletana Lu vasillo composta da Carlo Missaglia nel 1854, il che rappresenta un anacronismo col film, ambientato nel 1821.

## Opere correlate
Il romanzo di de Lamartine venne in seguito trasposto anche in televisione con l'omonimo sceneggiato in quattro puntate diretto da Mario Ferrero per la Rai con protagonisti Ilaria Occhini e Corrado Pani e trasmesso nel 1961 sul Programma Nazionale (l'odierna Rai 1).